# Кузіна Ганна Євгенівна
Ганна Євгенівна Кузіна (нар. 21 липня 1980, Київ) — українська акторка театру, кіно та дубляжу.  Відома за роллю Яни Сємакіної в телевізійних серіалах «Універ. Нова общага» та «Універ. 10 років по тому».

## Біографія
Ганна народилася 21 липня 1980 року у Києві. Батько та мати — інженери, які закінчили Київський політехнічний інститут. Має молодшого брата — Юрія. У дитинстві Ганна три роки займалася фігурним катанням. Завоювала третє місце на юніорському чемпіонаті України з фрістайлу, але у зв'язку з травмою спорт була змушена залишити. Також навчалася в музичній школі по класу акордеон, але вирішила кинути. Закінчила Українську академію друкарства за професією літературний редактор. Були також невдалі спроби вступити до Київського театрального інституту, а також в Москву, але все-таки вдалося вивчитися в театральній студії «Чорний квадрат».
Ріст Ганни — 158 см; крім російської і української, Ганна вільно володіє французькою мовою.

## Творчість
Театральна кар'єра Ганни почалася зі заміни актриси у виставі «Шельменко-денщик» режисера Володимира Оглобліна.
Протягом трьох років працювала в київському театрі «Дах». У перервах між зйомками грає в театрі «Сузір'я».
У червні 2017 взяла участь в проекті «Class Act: Схід-Захід».

## Фільмографія
- «З днем народження, королево!» (2005)
- «Далеко від Сансет-бульвара» (2006)
- «Сестри по крові» (2006)
- «Барін» (2007)
- «Тримай мене міцніше» (2007)
- «Скарб» (2007)
- «Коли її зовсім не чекаєш» (2007)
- «Секунда до…» (2007)
- «Чужі таємниці» (2007)
- «Гри в солдатики» (2007)
- «Мільйон від Діда Мороза» (2008)
- «Рідні люди» (2008)
- «Третій зайвий» (2008)
- «Богун. Адвокатські розслідування» (2008)
- «Сила тяжіння» (2008)
- «Тривожна відпустка адвоката Лариної» (2008)
- «Ґудзик» (2008)
- «Матрьошки 2» (2008)
- «Таємничий острів» (2008)
- «Почати спочатку. Марта» (2008)
- «Дорогі діти» (2008)
- «Доярка з Хацапетовки» (2009—2011)
- «Осінні квіти» (2009)
- «Снігирь» (2009)
- «По закону» (2009)
- «Паршиві вівці» (2010)
- «Трава під снігом» (2010)
- «Пси Українки» (2010)
- «Антиснайпер» (3—4 частини) (2010)
- «Я тебе нікому не віддам» (2010)
- «Добридень, мамо!» (2011)
- «Кульбаба» (2011)
- «Я тебе ніколи не забуду» (2011)
- «Лють» (2011)
- «Універ. Нова общага» (2011)
- «Пончик Люся» (2011)
- «Прокурорська перевірка» (2011—2014)
- «СашаТаня» (2013)
- «Онлайн 5.0» (2015)
- «Вікно життя» (2016)
- «Випадкових зустрічей не буває» (2016)
- «Якщо б та каби» (2016)
- «Проводниця» (2016)
- «25-та година» (2016)
- «Краща партія» (2016)
- «Жінки на стежці війни» (2017)
- «Zомбоящик» (2018)
- «Аметистова сережка» (2018)
- «Копи на роботі» (2018)
- «Марк+Наталка» (2018)
- «Ангеліна» (2018)
- «Джованні» (2019)
- «Швабра» (2019)
- «Німа» (2019)
- «Готель „Едельвейс“» (2019)
- «Відморожений» (2019)
- «Три сестри» (2020)
- «Любов на реабілітації» (2020)
- «Кейс» (2021)
- «Пікнік» (2021)
- «Потяг у 31 грудня» (2024)

## Дублювання

### Українською мовою
- «Феї» (6 частин) — (дубляж, Невафільм Україна\Le Doyen)
- «Турнір долини фей» — (дубляж, Le Doyen)
- «Зоряні війни: Рух опору» — (дубляж, Le Doyen)
- «Фінеас і Ферб» (1, 3 сезони) — Кендес Флінн (дубляж, Le Doyen)
- «Аліса в країні чудес» — Аліса (дубляж, Le Doyen)
- «Аліса в задзеркаллі» — Аліса (дубляж, Le Doyen)
- «Маппет-шоу» — (дубляж, Le Doyen)
- «Робот Чаппі» — (дубляж, Le Doyen)
- «Люди в чорному 3» — (дубляж, Le Doyen)
- «Прогулянка висотою» — (дубляж, Le Doyen)
- «Емма» — Гарієт (дубляж, Le Doyen)
- «Росомаха» — Емма (дубляж, Постмодерн)
- «Красуня на всю голову» — (дубляж, Постмодерн)
- «Марсіянин» — Бет Йогансен (дубляж, Постмодерн)
- «Монстри проти прибульців» — (дубляж, Постмодерн)
- «Аліта: Бойовий ангел» — Аліта (дубляж, Постмодерн)
- «Годзілла II: Король монстрів» — (дубляж, Постмодерн)
- «Той, що біжить лабіринтом: Випробування вогнем» — (дубляж, Постмодерн)
- «Фантастичні звірі: Злочини Гріндельвальда» — Наджіні (дубляж, Постмодерн)
- «Кохання та інші ліки» — Сінді (дубляж, Постмодерн\Central Production International Group)
- «Люди Ікс: Початок. Росомаха» — Емма (дубляж, Постмодерн\Central Production International Group)

### Російською мовою
- «Маленьке королівство Бена і Холлі» — (російський дубляж, ТО ДіАр на замовлення Nickelodeon/SDI Media)
- «АйКарлі» (2—6 сезони) — Карлі Шей (російський дубляж, ТО ДіАр на замовлення Nickelodeon/SDI Media)
- «Розумна собака Блу» — (російський дубляж, ТО ДіАр на замовлення Nickelodeon/SDI Media)
- «Вікторія-переможниця» — (російський дубляж, ТО ДіАр на замовлення Nickelodeon/SDI Media)
- «Сем і Кет» — Кет (російський дубляж, ТО ДіАр на замовлення Nickelodeon/SDI Media)
- «Шахрайство» — (російський дубляж, ТО ДіАр на замовлення Nickelodeon/SDI Media)
- «Привид» — Емілі (російське озвучення, СТВ)